# Coup d'État de 1963 au Dahomey
Vous pouvez aider à l'améliorer ou bien discuter des problèmes sur sa page de discussion.
- Son texte doit être wikifié : il ne correspond pas à la mise en forme Wikipédia (style, typographie, liens internes, liens entre les wikis, etc.). (Marqué depuis avril 2023)
- Les conventions bibliographiques ne sont pas respectées. La bibliographie et les liens externes sont à corriger. (Marqué depuis avril 2023)
- Il n’est pas rédigé dans un style encyclopédique. (Marqué depuis avril 2023)
- La traduction doit être revue. Le contenu est difficilement compréhensible à cause d’erreurs de traduction, peut-être dues à l’utilisation d’un logiciel de traduction automatique. (Marqué depuis avril 2023)

Le Coup d'État de 1963 au Dahomey est organisé le 28 octobre 1963 par Christophe Soglo, qui prend le contrôle de la République du Dahomey pour empêcher une guerre civile. Il renverse Hubert Maga, dont la présidence était confrontée à une stagnation économique extrême et à une foule d'autres problèmes.

## Arrière plan
La colonie ouest-africaine du Dahomey français, la nation actuelle du Bénin, est largement ignorée par les français pendant son ère coloniale en Afrique occidentale française. Le Dahomey avait une économie faible, causée en partie par l'absence de ressources naturelles connues. La dernière balance commerciale favorable de la colonie date de 1924. Sa principale exportation était les intellectuels et était connue sous le nom de Quartier latin de l'Afrique en raison de son riche paysage culturel. Le 1er août 1960, le Dahomey obtient son indépendance et l'éminent homme politique Hubert Maga est choisi comme premier président. À l'époque, le Dahomey fait également face à une récession économique majeure. Une fois le Dahomey indépendant, la France n'offre plus de subventions. Maga contribue à contrer cela en investissant dans les infrastructures et en encourageant les fonctionnaires à prendre le Dahomey comme résidence. Pourtant, le PIB du Dahomey n'augmente que de 1,4% par an de 1957 à 1965, faisant de l'économie du Dahomey l'une des plus faibles d'Afrique.
La stagnation économique déclenche des attitudes régionalistes intenses au Dahomey. Les partis incarnant cette idée commencent avec les élections de 1951 à l'Assemblée nationale française. Capitalisant sur le cynisme croissant pour la domination du sud du Dahomey dans la politique de la colonie française, Maga s'allie aux tribus du nord. Sourou-Migan Apithy, que l'universitaire Samuel Decalo décrit comme « le grand-père de la politique dahoméenne », conserve le second siège, qu'il avait remporté pour la première fois en 1945. Apithy représentait les habitants du sud-est du Bénin, tandis qu'un troisième personnage, Justin Ahomadégbé-Tomêtin, représentait le sud-ouest. Les tentatives de contrer le régionalisme échouent, tout comme l'établissement d'un État à parti unique. Les coalitions entre Maga, Apithy et Ahomadégbé-Tomêtin échouent également, chacun recherchant le pouvoir absolu.
Début 1961, le président commence à appliquer des mesures répressives contre la presse d'opposition et toute personne soupçonnée de semer le trouble, éliminant ainsi pratiquement la voix d'Ahomadégbé-Tomêtin dans le pays. En avril, la plupart des membres de l'Union démocratique dahoméenne (UDD) expriment leur intérêt à rejoindre le Parti de l'unité dahoméenne, et Maga non seulement le soutient mais l'encourage. Une exception notable est Ahomadégbé-Tomêtin lui-même. Le choix est bientôt fait pour lui ; l'UDD entière est dissoute par Maga le 11 avril. Maga tente ensuite de concevoir un plan de croissance de quatre ans, qui doit commencer le 1er janvier 1962, contenant de nombreux actes ambitieux. Il est conçu pour augmenter le rendement de l'agriculture et est financé par des capitaux français. Une partie du plan consiste à réduire tous les salaires de dix pour cent. Les jeunes Dahoméens contribueraient à «l'investissement humain», ou au travail forcé dans les champs.
Maga décide de remanier le cabinet en février 1962. Il ajoute les tâches de planification et de développement au bureau d'Apithy pour étancher sa soif de pouvoir apparemment inextinguible. Néanmoins, celui-ci accuse Maga d'être un dictateur, et la série de manifestations que le vice-président coordonne finira par renverser son patron. Ils n'ont pas été déclenchés par Maga lui-même, mais plutôt par le meurtre de David Dessou.

## Émeutes de Dessou
Janvier 1962 voit l'empoisonnement de Dessou, fonctionnaire de la sous-préfecture de Sakété,. Le député de sa circonscription, nommé Christophe Bokhiri, est accusé du crime et dûment arrêté. Il est libéré après que ses collègues députés à l'Assemblée nationale demandent de suspendre les poursuites contre lui en vertu des clauses d'immunité parlementaire de la Constitution du Dahomey, en particulier l'article 37. Maga, quant à lui, était absent à Paris.
Les habitants du Dahomey, en revanche, sont indignés par la libération de Bokhiri. Ils provoquent des affrontements raciaux à l'été 1963, car le meurtrier et la victime appartenaient à des tribus différentes. Des manifestations sont organisées à Porto Novo le 21 octobre et s'étendent bientôt à Cotonou. Elles restent quelque peu ordonnées avant que les syndicalistes ne soient impliqués. Alors qu'ils sont toujours dirigés par Maga, les syndicalistes restent bouleversés par la réduction des salaires et utilisent l'affaire pour faire avancer leurs intérêts. En outre, ils critiquent ce qu'ils ont appelé la « manie du gaspillage » de Maga, comme la construction d'un palais présidentiel. La plupart des manifestations sont pacifiques, bien que plusieurs manifestants détruisent une pancarte portant le nom de Maga sur un hôpital. Six syndicalistes sont arrêtés le deuxième jour des manifestations, ce qui pousse les syndicats à appeler à une grève générale. À la fin de la deuxième journée, les manifestants forcent l'Assemblée nationale à remettre Bokhiri en prison, ce qui impose simultanément un couvre-feu.
À la lumière des événements récents, Maga a annulé son voyage aux États-Unis et est immédiatement retourné au Dahomey. Appelant à la paix, il convoqua une session extraordinaire de l'Assemblée nationale. Les manifestants et les syndicalistes étaient indifférents à ces actions ; lorsque Maga accepte leurs demandes et remplace son gouvernement par un gouvernement provisoire dans lequel Apithy et Ahomadégbé-Tomêtin ont un statut égal, ils s'organisent pour "huer" ce nouvel ordre. Des nordistes armés descendent à Cotonou pour soutenir Maga et s'affrontent avec des dissidents, tuant deux personnes. Les manifestants, cependant, ne retourneront pas à leur poste tant que Maga n'occupera plus le sien.

## Coup
Le 28 octobre, le chef d'état-major de l'armée dahoméenne de 800 hommes, Christophe Soglo, prend le contrôle du pays pour empêcher une guerre civile. Il limoge le cabinet, dissout l'Assemblée, suspend la constitution et interdit tout type de manifestation. Après avoir fait signer sa démission à Maga le jour même, il donne à Maga, Apithy et Ahomadégbé-Tomêtin les pouvoirs du ministère d'État. Le sud du Dahomey a créé plus tard une statue en l'honneur de ce jour de l'histoire nationale.
Les grèves prennent fin le lendemain. Les raisons du renversement de Maga étaient le « style de vie luxueux des dirigeants, l'augmentation abusive du nombre de postes ministériels, les revendications sociales non satisfaites, les promesses non tenues, la hausse du coût de la vie et les mesures antidémocratiques qui martyrisaient le peuple et réduisaient à rien ».

## Conséquences
Le gouvernement provisoire dissout le PDU et le remplace par un Parti démocratique dahoméen (PDD). Il annonce qu'un référendum sur le statut de la constitution doit avoir lieu le 15 décembre bien qu'il n'ait eu lieu que le 5 janvier 1964. Dans le même temps, un comité est créé pour enquêter sur les méfaits perçus par l'administration Maga. Fin novembre, il commence à poursuivre des membres du cabinet, tels que le ministre de l'Économie nationale et le ministre des Finances pour détournement de fonds publics. Maga se retrouvera plus tard en prison également.
Soglo et Maga étaient amis. Cependant, début décembre, Soglo découvre un complot visant à le faire assassiner et blâme Maga, qui démissionne de son poste le 4 décembre. Quelques jours après la découverte, il est assigné à résidence avec quatre anciens membres du cabinet. Lors d'une enquête officielle, cette accusation de complot a été abandonnée, mais Maga était toujours coupable de corruption. À la suite d'un nouveau procès en mars 1964, Maga est libéré de prison et s'exile à Paris.